# بعثة لينوي إلى المحيط الهندي

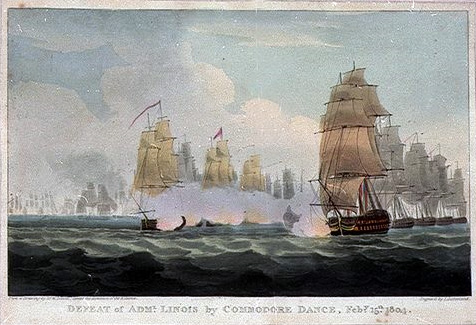
لوحة هزيمة الأدميرال لينوي لوليام دانيل، 1804.

بعثة لينوي إلى المحيط الهندي غارة تجارية أطلقتها البحرية الفرنسية خلال الحروب النابليونية. أمِر العقيد البحري تشارلز ألكسندر دوراند لينوي بالذهاب إلى المحيط الهندي في بارجته الرائدة مارينغو في مارس 1803 برفقة أسطول من ثلاث فرقاطات، قبل وقت قصير من نهاية معاهدة أميان. عندما اندلعت الحرب بين بريطانيا وفرنسا في سبتمبر 1803، كانت مارينغو في بونديشيري مع الفرقاطات، لكنه هرب من أسطول بريطاني أرسل لاعتراضه ووصل إلى جزيرة فرنسا (موريشيوس الآن). بسبب المسافات الكبيرة بين القواعد البحرية في المحيط الهندي والموارد المحدودة المتاحة للقادة البريطانيين في المنطقة، فقد كان من الصعب تركيز قوات كافية لمحاربة أسطول بهذا الحجم، وتمكن لينوي بعد ذلك من مواصلة حملته لمدة ثلاث سنوات. من جزيرة فرنسا، بدأ لينوي وفرقاطاته سلسلة من الهجمات على التجارة البريطانية عبر شرق المحيط الهندي، التي استهدفت على وجه التحديد القوافل الكبيرة من شرق الهند التي كانت حيوية للحفاظ على التجارة داخل الإمبراطورية البريطانية والاقتصاد البريطاني. على الرغم من أنه حقق عددًا من النجاحات ضد السفن التجارية الفردية والمركز التجاري البريطاني الصغير بينكولين، فالاختبار العسكري الأول لأسطول لينوي جاء في معركة بولو أورا في 15 فبراير 1804. هاجم لينوي أسطول الصين البريطاني الأعزل، الذي يتكون من 16 سفينة قيمة من الهند الشرقية و14 سفينة أخرى، لكنه فشل في الضغط على تفوقه العسكري وانسحب دون الاستيلاء على سفينة واحدة.
في سبتمبر 1804هاجم لينوي أسطول بريطاني صغير في فيساخاباتنام في خليج البنغال، واستولى على سفينة واحدة، ولكن قوة بريطانية قليلة العدد طردته مرة أخرى. كان الضرر الذي عانت منه مارينغو عند عودتها إلى جزيرة فرنسا شديدًا لدرجة أنه كان لا بد من إصلاحها في غراند بورت، وبعد الرحلات البحرية اللاحقة في البحر الأحمر ووسط المحيط الهندي، طرِد لينوي مرة أخرى بعيدًا عن أسطول بريطاني كبير من قبل القوات البريطانية القليلة العدد، حاول العودة إلى أوروبا عبر رأس الرجاء الصالح. في رحلة العودة، أبحرت سفن لينوي في الشواطئ المبحرة لأسطول بريطاني شارك في حملة الأطلسي عام 1806، وسيطرت عليها القوات الساحقة في 13 مارس 1806، بعد ثلاث سنوات تقريبًا من مغادرة فرنسا. تسببت أنشطة لينوي في المحيط الهندي في حالة من الذعر والاضطراب في جميع أنحاء المنطقة، لكن الضرر الفعلي الذي لحق بالشحن البريطاني كان ضئيلًا وكانت رحلته البحرية معروفة بإخفاقاتها أكثر من نجاحاتها. في فرنسا، كان نابليون غاضبًا ورفض استبدال لينوي بالضباط البريطانيين الأسرى لمدة ثماني سنوات، تاركًا إياه وطاقمه أسرى حرب حتى عام 1814.

## بولو أورا
في 28 ديسمبر 1803 غادر أسطول لينوي باتافيا. أثناء الإبحار شمالًا في بحر الصين الجنوبي، سعى لينوي لاعتراض أسطول الصين لشركة الهند الشرقية الموقرة، وهو أسطول كبير من شرق الهند يحمل بضائع تجارية بقيمة 8 ملايين جنيه إسترليني (ما يعادل 749 مليون جنيه إسترليني اعتبارًا من عام 2022) من كانتون إلى بريطانيا. أبحر الأسطول السنوي عبر بحر الصين الجنوبي ومضيق ملقا، حيث جمعت السفن من وجهات أخرى في طريقها والتي عادة ما تكون تحت حماية حراسة مكونة من سفن تابعة للبحرية الملكية. ومع ذلك، لم يكن لأسطول 1804 مرافقة: أدى اندلاع الحرب إلى تأخير إرسال السفن من أسطول رينييه. هكذا عندما اقترب الأسطول من مضيق ملقا، كان يتألف من 16 سفينة من الهند الشرقية، و11 من سفن البلاد، وسفينتين أخريين تحت حراسة سفينة واحدة صغيرة مسلحة فقط من شركة الهند الشرقية الموقرة، غنجز. في 14 فبراير، بالقرب من جزيرة بولو أورا، أبلِغ العميد البحري للأسطول، ناثانيال دانس، بأن هناك أشرعة تقترب من الجنوب الغربي. كان الأمر مريبًا، فأرسل دانس عددًا من سفن الهند الشرقية للتحقق، وسرعان ما اكتشف أن السفن الغريبة هي الأسطول الفرنسي تحت قيادة لينوي. عرف دانس أن أسطوله لن يكون قادرًا على مقاومة الفرنسيين في القتال، وبدلًا من ذلك قرر خداع الفرنسيين من خلال التظاهر بأن عددًا من سفنه الكبيرة في الهند الشرقية هي سفن حماية.
شكل دانس سفنه في خط معركة وأمر ثلاثة أو أربعة منهم برفع الرايات الزرقاء والآخرين باللون الأحمر، مما أعطى انطباعًا بمرافقة ثقيلة من خلال الإشارة إلى أن السفن ذات الرايات الزرقاء كانت سفنًا حربية. أثارت هذه الحيلة استجابة حذرة من لينوي، الذي أمر أسطوله بمراقبة الأسطول دون الاقتراب منه. خلال الليل، شغل دانس موقعًا وظل لينوي على مسافة، غير متأكد من قوة الأسطول البريطاني. في الساعة 09:00، عدل دانس قوته في تشكيلات الإبحار لوضع مسافة بين القوتين واستغل لينوي الفرصة للهجوم، مهددًا بعزل السفن البريطانية الخلفية. غيّر دانس اتجاهه وجاءت سفنه الرئيسية لدعم الخلفية، واشتبكت مع مارينغو من مسافة بعيدة. بسبب التوتر من المناورات البريطانية المفاجئة، استدار لينوي وتراجع، مقتنعًا أن الأسطول محمي بقوة ساحقة. استمرارًا للخدعة بأنه مدعوم من السفن الحربية، أمر دانس سفنه بمطاردة لينوي خلال الساعتين التاليتين، وفي النهاية عدل قوته ووصل إلى مضيق ملقا بأمان. هناك قابلتهم بعد عدة أيام سفينتين من الخط أرسلتا من الهند.

كان الاشتباك محرجًا للينوي، الذي أصر على أن الأسطول دافع عنه ما يصل إلى ثماني سفن من الخط وأكد أن أفعاله أنقذت أسطوله من بعض الدمار. تعرضت روايته للأحداث للسخرية على نطاق واسع من قبل ضباطه والسلطات في بريطانيا وفرنسا، الذين انتقدوا تردده وفشله في الضغط على الهجوم عندما كانت مثل هذه الجائزة القيمة في متناول يده. على النقيض من ذلك، أشيد بدانس لدفاعه وحصل على وسام الفروسية وهدايا مالية كبيرة، بما في ذلك 50,000 جنيه إسترليني مقسمة بين الضباط ورجال الأسطول. دفع الاشتباك نابليون الغاضب إلى الكتابة إلى وزير البحرية دينيس ديكريس:
جميع المشاريع في البحر التي نفذت منذ أن أصبحت رئيسًا للحكومة قد فاتتها النيران لأن الأدميرالات التابعين لي يرون بازدواجية واكتشفوا، لا أعرف كيف أو أين، أنه يمكن شن الحرب دون التعرض لمخاطر. أخبر لينوي أنه أظهر نقصًا في شجاعة العقل، هذا النوع من الشجاعة التي أعتبرها أفضل ما في القائد.
الإمبراطور نابليون الأول، مقتبس من كتاب ويليام ليرد كلوز البحرية الملكية: تاريخ منذ الأزمنة الأولى حتى عام 1900، المجلد 5، 1900.

## العمليات في المحيط الهندي
عند وصوله إلى باتافيا في أعقاب الاشتباك، تعرض لينوي لانتقادات من حكام هولندا لفشله في هزيمة أسطول الصين. كما رفضوا طلباته للاستفادة من الأسطول الهولندي المتمركز في الميناء للعمليات المستقبلية. عاد لينوي للانضمام إلى أتالانتي، وباع سفينتين من سفن البلاد اللتين استولى عليهما وأعاد إمداد أسطوله، قبل الإبحار إلى جزيرة دي فرانس، ووصل مارينغو في 2 أبريل. خلال رحلة العودة، فصل لينوي فرقاطاته واستولى على عدد من السفن التجارية القيمة التي تبحر بشكل مستقل قبل الانضمام إلى الأدميرال في بورت لويس، والتي أعاد ديكان تسميتها بورت نابليون. عند وصوله، استجوب ديكان لينوي بشأن الاشتباك مع الأسطول الصيني وعندما وجد ديكان إجاباته غير مرضية، كتب الحاكم رسالة لاذعة إلى نابليون، أرسلها إلى فرنسا في بيركو. بقي لينوي في جزيرة فرنسا لمدة شهرين ونصف، ثم غادر في نهاية المطاف مع مارينغو وأتالانتي وسيميلانتي في أواخر يونيو، بينما انفصلت عنهن بيل بول للقيام برحلة بحرية بمفردها.